# بیلی اردلی
بیلی اردلی (انگلیسی: Billy Eardley؛ 1871 – ?) بازیکن فوتبال بود.
از باشگاه‌هایی که در آن بازی کرده‌است می‌توان به باشگاه فوتبال استوک سیتی و باشگاه فوتبال پورت ویل اشاره کرد.